# 108e régiment d'assaut aéroporté de la Garde
Pour les articles homonymes, voir 108e régiment.
Le 108e régiment d'assaut aéroporté de la Garde (en russe : 108-й гвардейский десантно-штурмовой полк, abrégé en russe : 108 гв. дшп), de son nom complet le 108e régiment d'assaut aéroporté des cosaques du Kouban de la Garde de l'Ordre de l'Étoile rouge (en russe : 108-й гвардейский десантно-штурмовой Кубанский казачий ордена Красной Звезды полк), est un régiment des troupes aéroportées russes (no   d'unité 42091), qui fait partie de la 7e division d'assaut aéroporté de la Garde basée à Novorossiïsk, dans le district militaire sud.
Le régiment a combattu dans les événements suivants : la révolution hongroise, l'invasion de la Tchécoslovaquie par le pacte de Varsovie, la guerre en Abkhazie, la première guerre de Tchétchénie, la guerre du Daghestan, la seconde guerre de Tchétchénie et l'invasion de l'Ukraine.

## Histoire
Le régiment est formé le 20 septembre 1948 à partir du 1er bataillon aéroporté du 322e régiment d'atterrissage aérien de la Garde de la 103e division aéroportée de la Garde (en) à Polotsk. Après la formation, le 108e est déplacé à Kaunas et rejoint la  7e division d'assaut aéroporté de la Garde. Le 17 juillet 1949, le régiment reçoit son drapeau de bataille.
Le régiment combat lors de l'écrasement de la révolution hongroise de 1956, nommé opération Whirlwind. Le 3 novembre, il lance un assaut aérien sur Tököl.
Le 23 février 1968, le régiment est décoré de l'Ordre de l'Étoile rouge. En août 1968, le régiment participe à l'opération Danube, l'écrasement du printemps de Prague. Le 20 août, l'unité débarque dans la région de Prague.
Le 23 juin 1969, la 6e compagnie aéroportée monte à bord d'un transport An-12BP pour une parade impliquant des aéronefs et des véhicules d'infanterie BMD-1 en présence du ministre de la Défense Andreï Gretchko. Cependant lors du trajet, le transport entre en collision avec un Iliouchine Il-14M au-dessus de Youkhnov. Les 91 parachutistes et les 5 membres d'équipage de l'An-12BP et les 24 personnes de l'Il-14M sont tués.
Lors des exercices de 1972, le régiment fait preuve de courage et de bravoure, ce qui lui vaut le fanion du ministre de la Défense. Le 29 octobre 1978, le régiment reçoit la distinction honorifique « 60e anniversaire du Komsomol » pour sa haute performance dans un exercice marquant le 60e anniversaire du Komsomol. Le régiment participe aux exercices « Zapad-84 » et reçoit le fanion du ministre de la Défense pour ses actions. Pendant 1988 et 1989, il mène des opérations dans le district militaire transcaucasien. En 1993, le régiment combat dans la guerre d'Abkhazie.
En 1993, le régiment s'installe à Maïkop. Un an plus tard, il déménage à Novorossiysk et reçoit le titre honorifique « des cosaques du Kouban ». Entre 1995 et 1996, le régiment combat dans la première guerre de Tchétchénie. En 1996, il retourne en Abkhazie. En août 1999, le régiment combat dans la guerre du Daghestan, puis entre 2000 et 2003, prend part à la seconde guerre de Tchétchénie.
Le régiment participe à l'invasion russe de l'Ukraine à compter de février 2022. Lors des opérations militaires, l'unité perd son commandant, le colonel Vitali Vladimirovitch Sokouev en septembre 2022, ainsi que le commandant du groupe tactique du 2e bataillon, le lieutenant-colonel Alexandre Sergueïevitch Lopine en octobre de la même année.

## Commandants
Le régiment est commandé par les officiers suivants:
- Colonel Piotr Soukhinov (1948-1949)
- Colonel Piotr Bouriguine (1949-1951)
- Colonel Alexandre Kouznetsov (1951-1954)
- Colonel Nikolaï Bolchakov (1954-1956)
- Colonel Anatoli Polouchkine (1956-1957)
- Colonel Vladimir Ouzdovski (1957-1958)
- Colonel Dmitri Soukhoroukov (1958-1961)
- Colonel Valentin Kostilev (1961-1963)
- Colonel Vladimir Houbarevitch (1963-1965)
- Major Vassili Marguelov (1965-1966)
- Colonel Vassili Panavine (1966-1967)
- Colonel Alexeï Sokolov (1967-1969)
- Colonel Vladimir Marchenko (1969-1970)
- Colonel Vladimir Kraïev (1970-1972)
- Colonel Grigori Medvedev (1972-1974)
- Colonel Vladimir Lebedev (1974-1975)
- Colonel Evgueni Tchernov (1975-1977)
- Major Osvaldas Pikauskas (1977-1979)
- Colonel Valentine Bogdanchikov (1979-1981)
- Colonel Anatoli Iline (1981-1983)
- Colonel Viatcheslav Khalilov (1983-1984)
- Colonel Vladimir Denisov (1984-1985)
- Colonel Alexandre Filippov (1985-1988)
- Colonel Evgueni Lobatchev (1988-1989)
- Colonel Ivan Babitchev (1989-1992)
- Colonel Alexandre Kozioukov (1992-1995)
- Colonel Igor Dmitrik (1995-1997)
- Colonel Vladimir Tretiak (1997-2000)
- Colonel Alexandre Viaznikov (2000-2002)
- Colonel Pavel Kabal (2002-2004)
- Colonel Piotr Dmitrievitch Kaline (2004-2005)
- Colonel Sergueï Ivanovitch Baran (2005-2010)
- Colonel Aleksandr Viatcheslavovitch Dembitzki
- Colonel Mourat Nazarovitch Baïkoulov (2013-2015)
- Colonel Andreï Vladimirovitch Kondrachkine (2015-2019)
- Colonel Andreï Alexandrovitch Koutzan (2019-2020)
- Colonel Sergueï Nikolaïevitch Evpamiliev (2020-avril 2022)
- Colonel Vitali Vladimirovitch Sokouev (avril-septembre 2022)[4]